# Ouhai
Ouhai is een district in de stadsprefectuur Wenzhou, in de Chinese provincie Zhejiang. Het district heeft ongeveer 386.000 inwoners en een oppervlakte van 614,5 km².